# Nikolaus Fiebus
Nikolaus Fiebus (Schreibweise bei Macco: Feibus; * 13. März 1622 in Aachen; † Juni 1672 ebenda) war ein deutscher Politiker und Bürgermeister der Reichsstadt Aachen.

## Leben und Wirken
Nikolaus Fiebus stammte von  einer katholischen Patrizierfamilie ab und war ein Bruder oder Vetter des mehrmaligen Aachener Bürgermeisters Balthasar Fiebus den Älteren. Obwohl von Haus aus Kupfermeister stieg er um 1648 als Ratsherr in die Kommunalpolitik ein und wurde von 1665 bis 1678 zum Meier von Burtscheid ernannt. Später bekleidete er im Stadtrat die Ämter eines Werk- und Weinmeisters und wurde zum kaiserlichen Lehnsverwalter berufen. Schließlich wurde er aus den Reihen der Zünfte in den Jahren 1667/68, 1669/70 und 1671/72 zum Bürger-Bürgermeister gewählt, hierbei in den ersten beiden Wahlperioden zusammen mit dem Schöffenbürgermeister Johann Bertram von Wylre. In seiner dritten Amtszeit musste er allein regieren, da zwischen 1671 und 1673 die Schöffen aus Protest gegen die Stadt Aachen keinen Kandidaten aus ihren Reihen vorgeschlagen hatten, weil ihr Kandidat für 1670 nicht vom Rat anerkannt worden war.
Es war die Hochphase der Aachener Mäkelei, bei der es im Aachener Stadtrat zu Auswüchsen von Korruption und meist familieninternen Posten-Absprachen gekommen war. So kam es unter anderem dazu, dass  sich Nikolaus Fiebus mit seinem Schwager Gerlach Maw ebenso wie auch sein Sohn Balthasar Fiebus der Jüngere mit Gerlachs Sohn Mathias Maw jährlich im Amt des Bürger-Bürgermeisters über Jahre hinweg abwechselten. Gleiche Absprachen fanden ebenso bei der Besetzung zum Meier von Burtscheid statt.
Nikolaus Fiebus war in erster Ehe mit einer nicht überlieferten Dame verheiratet und ehelichte in zweiter Ehe Agathe Rickers aus Hambach, die ihm sechs Kinder gebar, darunter den oben genannten Sohn Balthasar. Nach dem Tod seiner zweiten Frau heiratete Fiebus die Elisabeth Schleipen, mit der er noch zwei weitere Kinder bekam. Fiebus hatte im Jahr 1660 zusammen mit seinem Schwager Gerlach Maw das Grundstück der abgebrannten Waage und ein Nachbargrundstück am Aachener Hühnermarkt erworben und diese jedoch bereits 1662 an den Apotheker Adam Coebergh († 1694) verkauft. Auf diesen beiden Grundstücken wurde im 18. Jahrhundert das Haus Monheim erbaut.
An Nikolaus Fiebus erinnert noch heute in der Werkmeisterküche im Aachener Rathaus eine Namensgravur in der Kamineinfassung.